# الإذاعة الوطنية للجمهورية العربية الصحراوية
الإذاعة الوطنية للجمهورية العربية الصحراوية الديمقراطية، هي الإذاعة الرسمية ل الجمهورية العربية الصحراوية والبوليساريو وتبث من منطقة بئر لحلو، المنطقة الحرة (إقليم) داخل الأراضي التي تسيطر عليها البوليساريو والمخيمات اللاجئين الصحراويين.

## تاريخ
بدأ البث في 28 ديسمبر 1975، بعد وقت قصير من بداية حرب الصحراء الغربية. في السابق، تم إنتاج بعض البرامج من محطات إذاعية داعمة في الجزائر وطرابلس، باسم (صوت الصحراء الحرة). في الأشهر الأولى من المحطة وبسبب الحرب، تم البث من شحنات متنقلة مع البث الجهوي المحدود للغاية. في عام 1977م تم افتتاح الاستوديوهات والأرشيف الأول في المخيمات اللاجئين الصحراويين، بينما في أواخر عام 1978، ارتفعت قوة المحطة إلى 20 كيلوواط، وهي تنتقل إلى جميع الصحراء الغربية والمغرب والجزائر واجزء من موريتانيا. في عام 1991 تمت ترقية المحطة إلى 100 كيلوواط (قوتها الفعلية)، مع برج إرسال 120 متر.